# Шопрон (комитат)
Шо́прон (венг. Sopron; нем. Ödenburg) — исторический комитат в западной части Венгерского королевства, расположенный к западу и югу от озера Нойзидлер-зее. В настоящее время эта территория входит в состав медье Дьёр-Мошон-Шопрон Венгерской республики и федеральной земли Бургенланд Австрии. Административным центром комитата являлся город Шопрон.

## География
Территория Шопрона разделена на две примерно равные части: северо-западную гористую и юго-восточную равнинную. На севере и западе располагаются Лейтские горы высотами до 735 м, представляющие собой предгорье Штирийских Альп. Они отделяют крупное озеро Нойзидлер-зее от долины реки Лейта. К югу от Нойзидлер-зее Лейтские горы переходят в холмистую равнину, спускающуюся к востоку к Кишальфёльду. Северо-восточную границу комитата образует река Рабница, а юго-восточную — река Раба. Общая площадь комитата составляла 3256 км² (по состоянию на 1910 г.). Шопрон граничил с венгерскими комитатами Мошон, Дьёр, Ваш и Веспрем, а также с австрийской коронной землёй Нижняя Австрия.
В сельском хозяйстве комитата главную роль играло виноградарство и выращивание зерновых культур. Существенное значение также имело садоводство. В Лейтских горах разрабатывались месторождения каменного угля. Город Шопрон был важным центром виноделия и пивоварения.

## История

Герб комитата Шопрон

Шопрон был одним из первых венгерских комитатов, образованных в начале XI века королём Иштваном I Святым. Его центром стал одноимённый королевский замок, охраняющий путь из Австрии в Венгрию в обход Нойзидлер-зее. Начиная с X века в Шопроне начали расселяться немцы, которые уже к позднему средневековью составляли большинство жителей городов и торговых местечек.
После поражения Австро-Венгрии в Первой мировой войне и её распада в 1918 г. согласно Сен-Жерменскому 1919 г. и Трианонскому 1920 гг. договорам западная часть комитата с городами Шопрон, Кишмартон (Айзенштадт), Руст (Бургенланд), Надьмартон (посёлок Маттерсдорф, с 1924 г. - Маттерсбург)  и другими была передана Австрийской республике и вошла в состав федеральной земли Бургенланд. Однако значительная часть местного населения выступила против отделения от Венгрии. По плебисциту 1921 г. город Шопрон, несмотря на то, что большинство его жителей были немцами, высказался за присоединение к Венгрии, что и было узаконено дополнительными австро-венгерскими соглашениями. В результате Шопрон завоевал славу «самого лояльного» города Венгрии.
Восточная равнинная часть комитата, вместе с городом Шопрон, с 1920—1921 гг. вошла в состав Венгерской республики на правах отдельного медье. В 1950 г. медье Шопрон было объединено с медье Дьёр-Мошон-Пожонь в новую административную единицу Дьёр-Шопрон. В начале 1990-х это медье было переименовано и в настоящее время носит название Дьёр-Мошон-Шопрон.

## Население
Согласно переписи 1910 г. на территории комитата Шопрон проживало 283 510 жителей, чей этнический состав распределялся следующим образом:
- венгры: 141 011 чел. (49,7 %);
- немцы: 109 160 чел. (38,5 %);
- хорваты: 31 004 чел. (10,0 %).

Относительно большая хорватская диаспора в комитате возникла в XVI веке, когда в Шопрон и соседние комитаты переселились несколько тысяч хорватов, бежавших от турецких вторжений. В религиозном отношении население комитата относилось, по преимуществу, к Римско-католической церкви (84,5 %). Кроме того среди немецких жителей существовала достаточно заметная прослойка лютеран (чуть более 12 % населения комитата). Евреи в Шопроне составляли около 3 % жителей.

## Административное деление

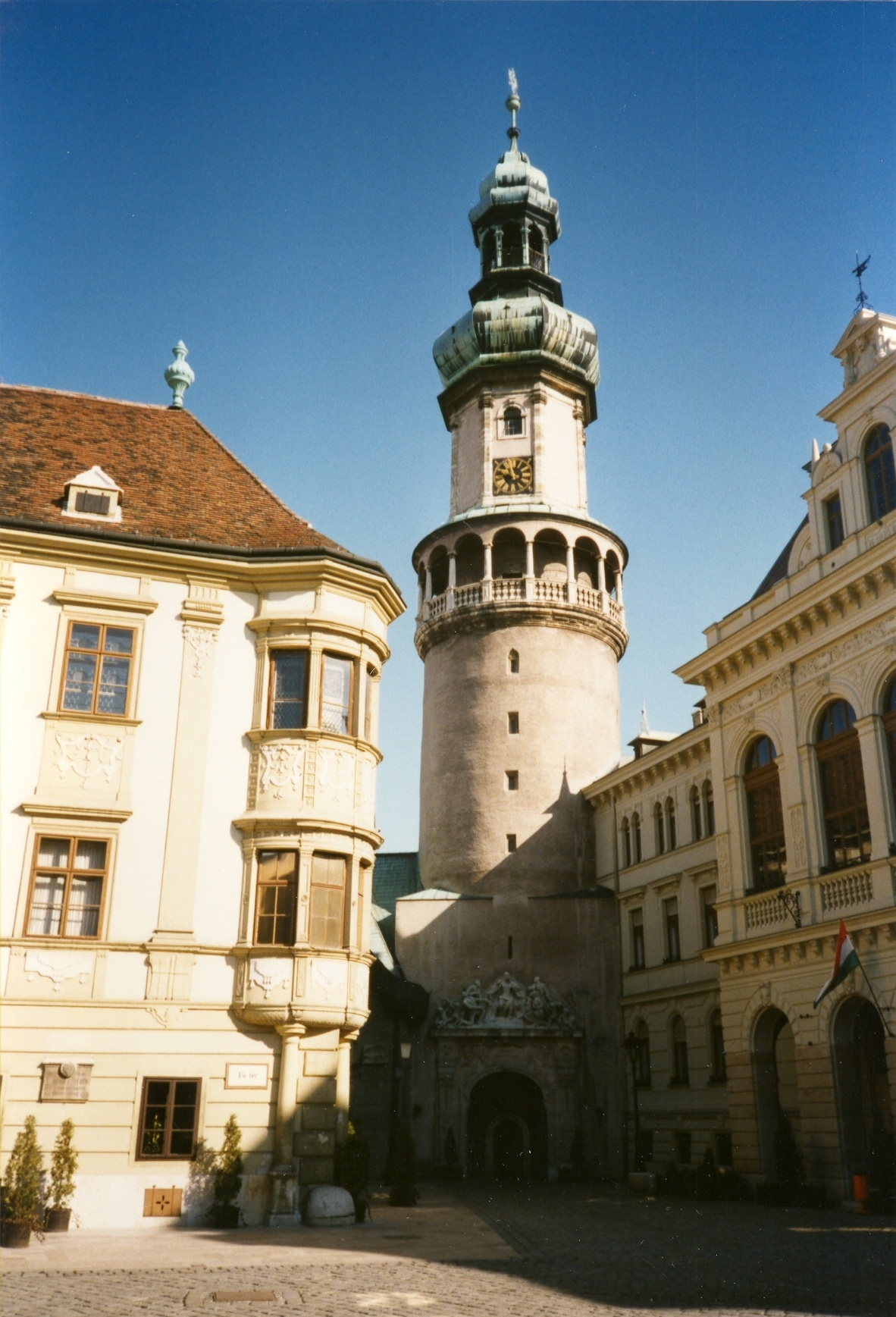
Пожарная башня в Шопроне

В начале XX века в состав комитата входили следующие административные подразделения:
| Округа                 | Округа                       |
| Округ                  | Адм. центр                   |
| ---------------------- | ---------------------------- |
| Капувар                | Капувар                      |
| Кишмартон              | Кишмартон (Айзенштадт)       |
| Надьмартон             | Надьмартон (Маттерсдорф)     |
| Фельшёпулья            | Фельшёпулья (Оберпуллендорф) |
| Чепрег                 | Чепрег                       |
| Чорна                  | Чорна                        |
| Шопрон                 | Шопрон                       |
| Свободный город        |                              |
| Шопрон                 |                              |
| Муниципалитеты         |                              |
| Кишмартон (Айзенштадт) |                              |
| Руст (Бургенланд)      |                              |